# ツール・ド・ラ・プロヴァンス
ツール・ド・ラ・プロヴァンス (Tour de La Provence) は、例年2月オーバーニュからマルセイユを舞台に行われる、自転車競技、ロードレースにおけるステージレース。カテゴリはUCIプロシリーズ。UCIの登録名はツール・シクリスト・アンテルナシオナル・ラ・プロヴァンス (Tour Cycliste International La Provence) となっている。

## 概要
全4日間で行われるステージレース。2016年に発足した当時は全3日間であった。

## 歴代優勝者
| 年   | 選手名                   | 国籍           | 所属チーム               |
| ---- | ------------------------ | -------------- | ------------------------ |
| 2016 | トマ・ヴォクレール       | フランス       | ディレクト・エネルジー   |
| 2017 | ローハン・デニス         | オーストラリア | BMC・レーシングチーム    |
| 2018 | アレクサンドル・ジュニエ | フランス       | AG2R・ラ・モンディアル   |
| 2019 | ゴルカ・イサギレ         | スペイン       | アスタナ・プロチーム     |
| 2020 | ナイロ・キンタナ         | コロンビア     | アルケア・サムシック     |
| 2021 | イヴァン・ソーサ         | コロンビア     | イネオス・グレナディアス |
| 2022 | ナイロ・キンタナ         | コロンビア     | アルケア・サムシック     |
| 2023 | 未開催                   | 未開催         | 未開催                   |
| 2024 | マス・ピーダスン         | デンマーク     | リドル・トレック         |
| 2025 | マス・ピーダスン         | デンマーク     | リドル・トレック         |

## 歴代表彰者

### ポイント賞
| 年   | 選手名                     | 国籍           | 所属チーム                         |
| ---- | -------------------------- | -------------- | ---------------------------------- |
| 2016 | フェルナンド・ガリビア     | コロンビア     | エティックス・クイックステップ     |
| 2017 | ローハン・デニス           | オーストラリア | BMC・レーシングチーム              |
| 2018 | クリストフ・ラポルト       | フランス       | コフィディス                       |
| 2019 | サイモン・クラーク         | オーストラリア | チームEFエデュケーションファースト |
| 2020 | アレクセイ・ルツェンコ     | カザフスタン   | アスタナ・プロチーム               |
| 2021 | ダヴィデ・バッレリーニ     | イタリア       | ドゥクーニンク・クイックステップ   |
| 2022 | ジュリアン・アラフィリップ | フランス       | クイックステップ・アルファビニール |
| 2023 | 未開催                     | 未開催         | 未開催                             |
| 2024 | マス・ピーダスン           | デンマーク     | リドル・トレック                   |
| 2025 | マス・ピーダスン           | デンマーク     | リドル・トレック                   |

### 山岳賞
| 年   | 選手名                   | 国籍       | 所属チーム                               |
| ---- | ------------------------ | ---------- | ---------------------------------------- |
| 2016 | レミ・ディ・グレゴリオ   | フランス   | デルコ・マルセイユプロヴァンス・カテエム |
| 2017 | ヤン・ポラン             | スロベニア | UAE チーム・エミレーツ                   |
| 2018 | ディエゴ・セビル         | スペイン   | Kometa Cycling Team                      |
| 2019 | リリアン・カルメジャーヌ | フランス   | ディレクト・エネルジー                   |
| 2020 | ヨナス・コッホ           | ドイツ     | CCCチーム                                |
| 2021 | フィリッポ・コンカ       | イタリア   | ロット・ソウダル                         |
| 2022 | ナイロ・キンタナ         | コロンビア | アルケア・サムシック                     |
| 2023 | 未開催                   | 未開催     | 未開催                                   |
| 2024 | Kévin Avoine             | フランス   | Van Rysel–Roubaix                        |
| 2025 | ダミアン・ジラール       | フランス   | Nice Métropole Côte d'Azur               |

### ヤングライダー賞
| 年   | 選手名                                | 国籍       | 所属チーム                         |
| ---- | ------------------------------------- | ---------- | ---------------------------------- |
| 2016 | ペトル・ヴァコッチ                    | チェコ     | エティックス・クイックステップ     |
| 2017 | レオ・ヴァンサン                      | フランス   | FDJ                                |
| 2018 | マティアス・ル・ターニエ              | フランス   | コフィディス                       |
| 2019 | ダヴィド・ゴデュ                      | フランス   | グルパマ・FDJ                      |
| 2020 | アレクサンドル・ウラソフ (自転車選手) | ロシア     | アスタナ・プロチーム               |
| 2021 | イヴァン・ソーサ                      | コロンビア | イネオス・グレナディアス           |
| 2022 | マチアス・スケルモース・イェンセン    | デンマーク | トレック・セガフレード             |
| 2023 | 未開催                                | 未開催     | 未開催                             |
| 2024 | ピエール・ゴーセラ                    | フランス   | デカトロン・AG2R・ラ・モンディアル |
| 2025 | ラウル・ガルシア・ピエルナ            | スペイン   | アルケア・B&Bホテルズ              |

### チーム総合時間賞
| 年   | チーム名                           | 国籍           |
| ---- | ---------------------------------- | -------------- |
| 2016 | エティックス・クイックステップ     | ベルギー       |
| 2017 | BMC・レーシングチーム              | アメリカ合衆国 |
| 2018 | AG2R・ラ・モンディアル             | フランス       |
| 2019 | グルパマ・FDJ                      | フランス       |
| 2020 | アスタナ・プロチーム               | カザフスタン   |
| 2021 | イネオス・グレナディアス           | イギリス       |
| 2022 | クイックステップ・アルファビニール | ベルギー       |
| 2023 | 未開催                             | 未開催         |
| 2024 | デカトロン・AG2R・ラ・モンディアル | フランス       |
| 2025 | リドル・トレック                   | アメリカ合衆国 |